# Кочетовка (Петровский район)
Кочетовка — село в Петровском районе Тамбовской области России. 
Административный центр Кочетовского сельсовета.

## География
Расположено на реке Большой Самовец (притоке Матыры), невдалеке от железнодорожной станции Песковатка (участок Мичуринск — Грязи), в 12 км к юго-западу от райцентра, села Петровское, и в 93 км к западу от центра Тамбова.

## История
Впервые упоминается в ревизии 1795 года как деревня Кочетовка с 24 душами, принадлежавшая помещику Борису Ивановичу Назарову. Крестьяне деревни были переведены из села Сухановки Каширской округи Тульского наместничества по наследству от отца помещика.
В 1859 году была построена деревянная Казанская церковь, и Кочетовка стала селом.
В 1862 году в казённом селе Кочетовка 2-го стана Липецкого уезда Тамбовской губернии было 40 дворов и 341 житель (179 мужчин и 162 женщины), православная церковь.
По данным начала 1883 года в селе Грязинской волости Липецкого уезда проживало 584 бывших государственных крестьянина в 77 домохозяйствах (291 мужчина и 293 женщины). Ему принадлежало 949,3 десятины удобной надельной земли и 51,2 — неудобной, также 16 хозяйств арендовали 129 десятин пашни. В селе было 163 лошади, 157 голов КРС, 1152 овцы и 75 свиней, также 7 хозяйств держали 254 колоды пчёл. Имелось 3 промышленных и 1 питейное заведение. Было 7 грамотных и 9 учащихся (все — мужского пола).
По сведениям 1888 года к селу также относились три имения крестьян Короблиных, занимавшие по 91,3 десятины земли (большей частью пахотной) каждое, а также имение дворян И. А. и П. Г. Орнатовых, сдаваемое в аренду крестьянам. Оно занимало 76 десятин земли, большей частью пахотной.
По переписи 1897 года — 713 жителей (353 мужчины, 360 женщин), все православные.
В 1911 году в селе было 111 дворов великороссов-земледельцев, проживало 959 человек (488 мужчин и 471 женщина). Имелась земская школа. В штате церкви состояли священник и псаломщик, ей принадлежала 31 десятина пахотной земли (чересполосно с крестьянской) и 1 десятина усадебной земли. В 1914 году — 1035 жителей (500 мужчин, 535 женщин), земская школа.
В 1926 году в селе было 163 двора русских, 882 жителя (404 мужчины, 478 женщин). По спискам сельскохозяйственного налога на 1928/1929 годы в селе, ставшем центром Кочетовского сельсовета Грязинского района Козловского округа ЦЧО, было 195 хозяйств и 1070 жителей. По данным 1932 года в селе было 995 жителей.
В 1935 году Кочетовка вместе с сельсоветом вошла в состав Избердеевского района, переданного в 1937 году Тамбовской области.
До войны в селе насчитывалось 190 дворов, была школа.

## Население
| 2002 | 2010 |
| ---- | ---- |
| 380  | ↘308 |

Согласно результатам переписи 2002 года, в национальной структуре населения русские составляли 97 %.
По переписи 2010 года в селе проживало 308 жителей (138 мужчин, 170 женщин).

## Инфраструктура
Функционируют основная школа (13 сотрудников и 40 учеников, нынешнее здание построено в 1968 году), сельский клуб с библиотекой, фельдшерско-акушерский пункт, имеются 2 кладбища.